# هتان (آلاباما)
هتان (به انگلیسی: Hatton) شهرکی در شهرستان لاورنس ایالت آلاباما است که مساحت آن ۳٫۴۷ کیلومترمربع است و در سرشماری سال ۲۰۱۰ میلادی، ۲۶۱ نفر جمعیت داشته و تراکم جمعیتی آن، ۷۵٫۲۲ در کیلومترمربع بوده است.